# First Impressions of Earth
'First Impressions of Earth – trzecia płyta amerykańskiego zespołu rockowego The Strokes, wydana w 2006 roku. Promowały ją single: Juicebox, Heart In A Cage oraz You Only Live Once. Jest to ich pierwszy album oznaczony komunikatem Parental Advisory.

## Lista utworów
1. You Only Live Once
2. Juicebox
3. Heart in a Cage
4. Razorblade
5. On the Other Side
6. Vision of Division
7. Ask Me Anything
8. Electricityscape
9. Killing Lies
10. Fear of Sleep
11. 15 Minutes
12. Ize of the World
13. Evening Sun
14. Red Light